# Вид Мурнау с железной дорогой и замком
«Вид Мурнау с железной дорогой и замком» (нем. Eisenbahn bei Murnau) — абстрактная картина русского художника Василия Кандинского, написанная в 1909 году и хранящаяся в Городской галерее в доме Ленбаха в Мюнхене, Германия.

## История
В 1908 году Кандинский вернулся в Германию с Габриэле Мюнтер, и они переехали в город Мурнау-ам-Штаффельзе в Баварии. Лето они проводят с друзьями и однокурсниками Марианной фон Веревкиной и Алексеем Явленским. Именно дружба с Явленским, а также идеи, внесённые произведениями французских фовистов, повлияли на художественный стиль Кандинского, позволив ему отделить цвет от любых отсылок, касающихся изображения природных ландшафтов Баварских Альп и окружающей повседневной действительности. Художник, следуя постимпрессионистической перегородчатости Явленского и баварской живописи по стеклу, стал подчеркивать выраженные тёмные контурные линии.

## Описания
Эти новшества можно увидеть в этой картине, в которой композиционные элементы подчёркиваются до тех пор, пока они не появляются в визуальном поле с заметной существенностью. Сочетание цветов и форм обеспечивает их стремление к совпадению, как если бы он хотел прибегнуть к крайнему синтезу изображения. Компактная структура изображенного таким образом объекта сохраняется и уже не может быть прослежена до его внешнего вида. 
Но в отличие от художников того же времени, таких как экспрессионисты в Дрездене и Берлине или французские импрессионисты, Кандинский вносит в картину проезжающий поезд, словно уменьшенное привидение, движимое призрачной рукой. Поражает наивность, почти юмористичность изображения. Поезд пересекает пейзаж, словно гигантская чёрная змея, с игрушечным, занятым локомотивом во главе. Его простой тёмный силуэт чётко выделяется на фоне слитых цветовых полей окружающей среды. Красный мерцающий солнечный свет под её колесами, белый дым и развевающийся шарф машущей девушки на левом краю картины создают впечатление движения; эта динамика, похоже, влияет на две кабельные опоры.
Возможно, здесь чувствуется скрытое влияние наивного народного искусства и живописи по стеклу, вновь открытых Кандинским, Мюнтером и другими друзьями-художниками. Простой реализм их изображений не противоречил намерениям Кандинского растворить тему. В его глазах «собственно-художественное» могло быть одновременно реалистичным и абстрактным: в своём эссе «К вопросу о форме» в «Альманахе» Кандинский также считает «великий реализм» и «великую абстракцию» равными полюсами друг против друга и прославляет наивного художника Анри Руссо. Такой образ, как «Вид Мурнау с железной дорогой и замком», освещает близость этих, казалось бы, несовместимых позиций.